# Osteom
Osteom je benigní nádor kostí. Roste pomalu a vyskytuje se jako lokalizovaný novotvar v kostní substanci. Vzniká hlavně v kostech lebky, zejména v nosní dutině.

## Klinika
Zde nejsou způsobovány žádné symptomy, proto přírůstek bývá často nalezen náhodně. Prokázán bývá často na rentgenovém snímku, kde vydává jasně ohraničený stín. S jeho barvou slonové kosti vystupuje ze zbylé kostní tkáně. Pod mikroskopem se ukazuje jako vyzrálá, plně mineralizovaná kostní tkáň v destičkách s uspořádanými vrstvami.
Osteoidní osteom je benigní nádor projevující se noční bolestivostí, která příznivě reaguje na acylpyrin. Vyskytuje se v koriové části kosti, kde edémem kolem sebe působí bolesti okostice. Ošetřuje se prostým vyříznutím z kosti nebo miniinvazívně radiofrekvenční ablací.[zdroj⁠?!]